# Marianthus ringens
Marianthus ringens là một loài thực vật có hoa trong họ Pittosporaceae. Loài này được (J. Drumm. ex Harv.) F. Muell. mô tả khoa học đầu tiên năm 1859.